# Custódio Joaquim da Cunha e Almeida
Custódio Joaquim da Cunha e Almeida (Mondim de Basto, Atei, 13 de Novembro de 1841 - Lisboa, 28 de Dezembro de 1902) foi um magistrado, juiz e político português.

## Biografia

### Filiação
Filho de José Caetano Pinto de Almeida, de Arcos de Valdevez, e de sua mulher Vicência Maria da Cunha, de Celorico de Basto, Britelo, da Casa da Levandeira, neto paterno de Manuel Alves Pinto e de sua mulher Ana Luísa de Andrade e neto materno de João da Cunha Pereira e de sua mulher Rosa Joaquina de Sousa e Lima.

### Formação
Estudou na Faculdade de Teologia e na Faculdade de Direito da Universidade de Coimbra, onde se matriculou em 1865, recebendo o grau de Bacharel a 30 de Junho de 1869 e formando-se a 4 de Julho de 1870.

### Carreira judicial
Enquanto Magistrado, foi despachado Delegado para uma Comarca próximo da sua terra natal, cargo que exerceu por algum tempo. Posteriormente, foi despachado Juiz para Lisboa, desempenhando essa função durante cinco anos no 3.° Distrito Criminal, e passando depois para o 1.° Distrito Criminal, vago pelo falecimento do Conselheiro José Gonçalves da Costa Ventura.

### Carreira política
Foi eleito Deputado pelo Círculo Eleitoral de Vila Real, o N.° 14, em Abril de 1890, concorrendo na lista do Partido Regenerador, para a Legislatura de 1890-1892, tendo prestado juramento a 3 de Maio de 1890. Integrou as Comissões Parlamentares de Negócios Eclesiásticos em 1890 e 1891, de Legislação Civil em 1891 e 1892, de Recrutamento em 1891, e de Legislação Criminal em 1892. Como Parlamentar, apresentou uma Representação da Assembleia Geral da Associação dos Lojistas de Calçado, pedindo alterações nas taxas dalguns artigos, considerados matérias-primas não fabricadas em Portugal, consignados no projecto das pautas aduaneiras então em discussão, considerando que a elevação das taxas desses artigos não se justificava, já que não representavam uma protecção à Indústria nacional, antes favorecendo o contrabando, originando maior despesa com a fiscalização, e consequente aumento do preço dos produtos, na Sessão Parlamentar de 28 de Dezembro de 1891. Apresentou, ainda, um Projecto de Lei tendente a garantir maior independência aos Delegados do Procurador Régio nas Comarcas e aos Escrivães de Fazenda nos Bairros e Concelhos do Reino e Ilhas Adjacentes, no sentido de que estes apenas pudessem ser suspensos, transferidos ou demitidos nos casos e pela forma estabelecida nas Leis vigentes, na Sessão Parlamentar de 26 de Janeiro de 1892. Representou, também, a Câmara Municipal de Pinhel, pedindo para desviar do cofre de viação a quantia de 4.000$000 contos de réis para exploração de águas e concertos das ruas do Concelho, assinando, juntamente com Joaquim Simões Ferreira, um Projecto de Lei que autorizava o desvio desta verba, nas Sessões Parlamentares de 26 e 28 de Março de 1892.
Foi Conselheiro e Governador Civil do Distrito da Guarda de 6 de Abril a 14 de Setembro de 1893. Foi Sócio da Real Sociedade de Geografia de Lisboa desde 1898.

### Casamento e descendência
Casou em 1884 com Josefa Metelo Corte-Real (Pinhel, Pinhel, 7 de Abril de 1857 - Pinhel, Pinhel, 5 de Junho de 1928), filha de José Metelo Leitão Corte-Real e Vasconcelos (Pinhel, Santo André (hoje parte de Pinhel), Solar dos Metelos Cortes-Reais, bap. 25 de Março de 1810 - Pinhel, Santo André, Solar dos Metelos Cortes-Reais, 13 de Fevereiro de 1861), Fidalgo Cavaleiro da Casa Real por Alvará de 14 de Fevereiro de 1824, e de sua mulher (Pinhel, São Martinho (hoje parte de Pinhel), 11 de Novembro de 1857) Teresa Augusta de Jesus Furtado (Pinhel, Alverca da Beira) (casada segunda vez a 16 de Abril de 1861 com o Dr. António Manuel Farinha Beirão), com geração, da qual teve dois filhos e três filhas:
- Abel Metelo Corte-Real e Almeida, Médico Municipal e Subdelegado de Saúde em Pinhel, casado com sua prima-irmã Maria Teresa Beirão dos Santos, filha de José António de Mesquita dos Santos, de Souropires, e de sua mulher Maria das Mercês Farinha Beirão e neta materna do Dr. António Manuel Farinha Beirão e de sua mulher Teresa Augusta de Jesus Furtado, acima mencionados, com geração[5]
- Ema Metelo Corte-Real e Almeida (Lisboa - Pinhel, Pinhel, 5 de Janeiro de 1925), solteira e sem geração[5]
- Josefa Metelo Corte-Real e Almeida (Lisboa, 27 de Março de 1895 - 5 de Novembro de 1970), casada primeira vez em 1922 com o Alferes José Guilhermino Allen (? - Penedono, Granja ou Trancoso, Granja, Setembro de 1922), sem geração, e casada segunda vez a 8 de Julho de 1926 com o Dr. António de Pádua Metelo de Nápoles e Lemos de Seixas (Pinhel, Pinhel, 26 de Novembro de 1893 - Pinhel, Pinhel, 8 de Abril de 1973), Médico, com geração[5]
- Aida Metelo Corte-Real e Almeida, de Vieira do Minho, Vieira do Minho, casada na Guarda em 1901 com Joaquim Desterro de Almeida, com geração[5]
- Custódio Metelo Corte-Real e Almeida,[5] casado com Palmira Pereira de Miranda, de quem teve um filho e duas filhas: 
  - António de Almeida Metelo Corte-Real (23 de Junho de 1913 - 11 de Dezembro de 1979), Funcionário Público, Professor de Latim no Liceu Nacional D. João de Castro em Lisboa, casado com Maria dos Prazeres dos Reis (Mafra, Cheleiros, 20 de Agosto de 1915 - 8 de Fevereiro 2002), Chefe de Cozinha da FNAT, com geração, de quem teve um filho: 
    - João António dos Reis Corte-Real (Lisboa, 15 de junho de 1954), Professor do Ensino Secundário, Director da Escola C+S e EB23 de Mafra, Presidente da Junta de Freguesia de Cheleiros, no Concelho de Mafra, casado com Maria Deonilde Lima dos Reis (Mafra, Cheleiros, 2 de Fevereiro de 1957), Professora do 1.º Ciclo do Ensino Básico, filha de José Francisco dos Reis (? - 2014) e de sua mulher Joana Lima Belas (1932-2020), da qual teve duas filhas e um filho: 
      - Maria João Lima dos Reis Corte-Real (Lisboa, 11 de Julho de 1978), Professora do 3º Ciclo e Secundário, de Educação Física, com geração: 
        - João Pedro Lima Corte-Real Barreira dos Santos (Lisboa, 19 de Agosto de 2012)

      - Ana Rita Lima dos Reis Corte-Real (Oeiras, Oeiras e São Julião da Barra, 18 de Fevereiro de 1981), com geração:
        - Duarte dos Reis Corte-Real de Sousa Rodrigues (25 de Agosto de 2019)

      - António José Lima dos Reis Corte-Real (Lisboa, 29 de Novembro de 1987), Gestor de Marketing na Sport TV, casado com Mónica Vanessa Dias dos Santos Silva Corte-Real  (Mafra, 6 de Dezembro de 1987), Enfermeira no Hospital de Cascais Dr. José de Almeida e Hospital Prof. Doutor Fernando Fonseca, filha de Jorge Manuel Dias da Silva e de sua mulher Maria Manuela Dias dos Santos Silva, da qual teve um filho:
        - Francisco Santos Silva dos Reis Corte-Real (Cheleiros, Igreja Nova e Cheleiros, 11 de Janeiro de 2017)

  - Maria Isabel de Almeida Metelo Corte-Real,[5] casada com Jorge Cisa Gobert, sem geração
  - Josefa de Almeida Metelo Corte-Real,[5] casada, com geração